# Robert Hecquet (footballeur)
Pour les articles homonymes, voir Robert Hecquet et Hecquet.
Robert Hecquet est un footballeur de l'US Quevilly durant dix-huit saisons, de 1911 à 1929. 
Il dispute la finale de Coupe de France de football 1926-1927 qu'il perd contre l'Olympique de Marseille sur un score de trois buts à zéro.

## Citation
« Ce match, il fut à notre portée durant la première demi-heure. Deans eut deux occasions en or qu'il n'exploita malheureusement pas. C'en était fini. Par la suite, Marseille imposa sa méthode. À Lille, en quarts de finale, la qualification fut longuement contestée par l'U.S. Suisse. Il fallut avoir recours à la prolongation.
- Et la finale ?
- Nous avions de la peine à réaliser. À Colombes, devant 23 000 spectateurs, Quevilly, un modeste club de banlieue, inconnu jusqu'alors, recevait d'un coup le suprême hommage. »

— Robert Hecquet